# Prades (Haute-Loire)
Pour les articles homonymes, voir Prades.
Prades est une commune française située dans le département de la Haute-Loire en région Auvergne-Rhône-Alpes.

## Géographie

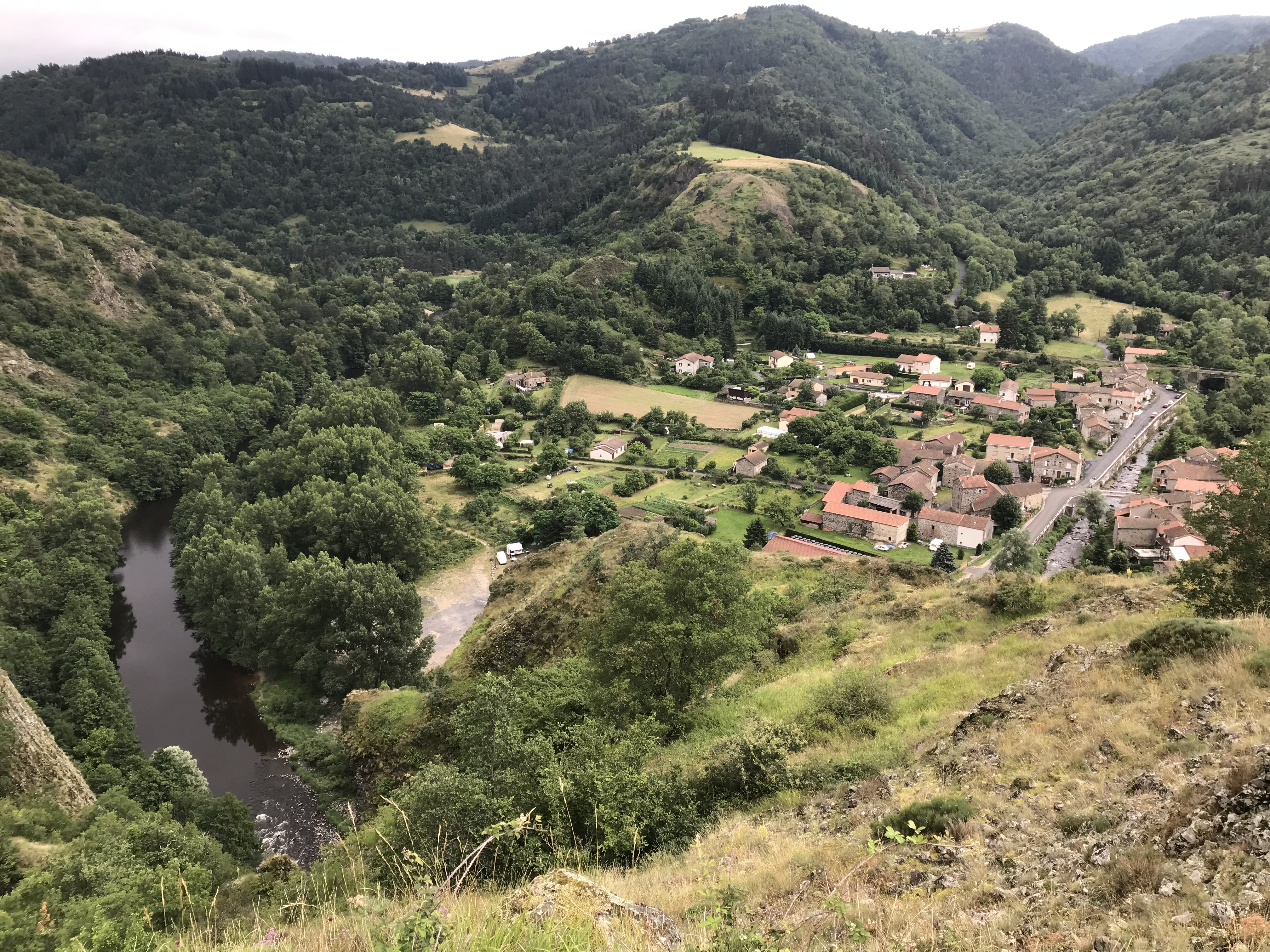
Vue sur Prades depuis la Roche Servière.

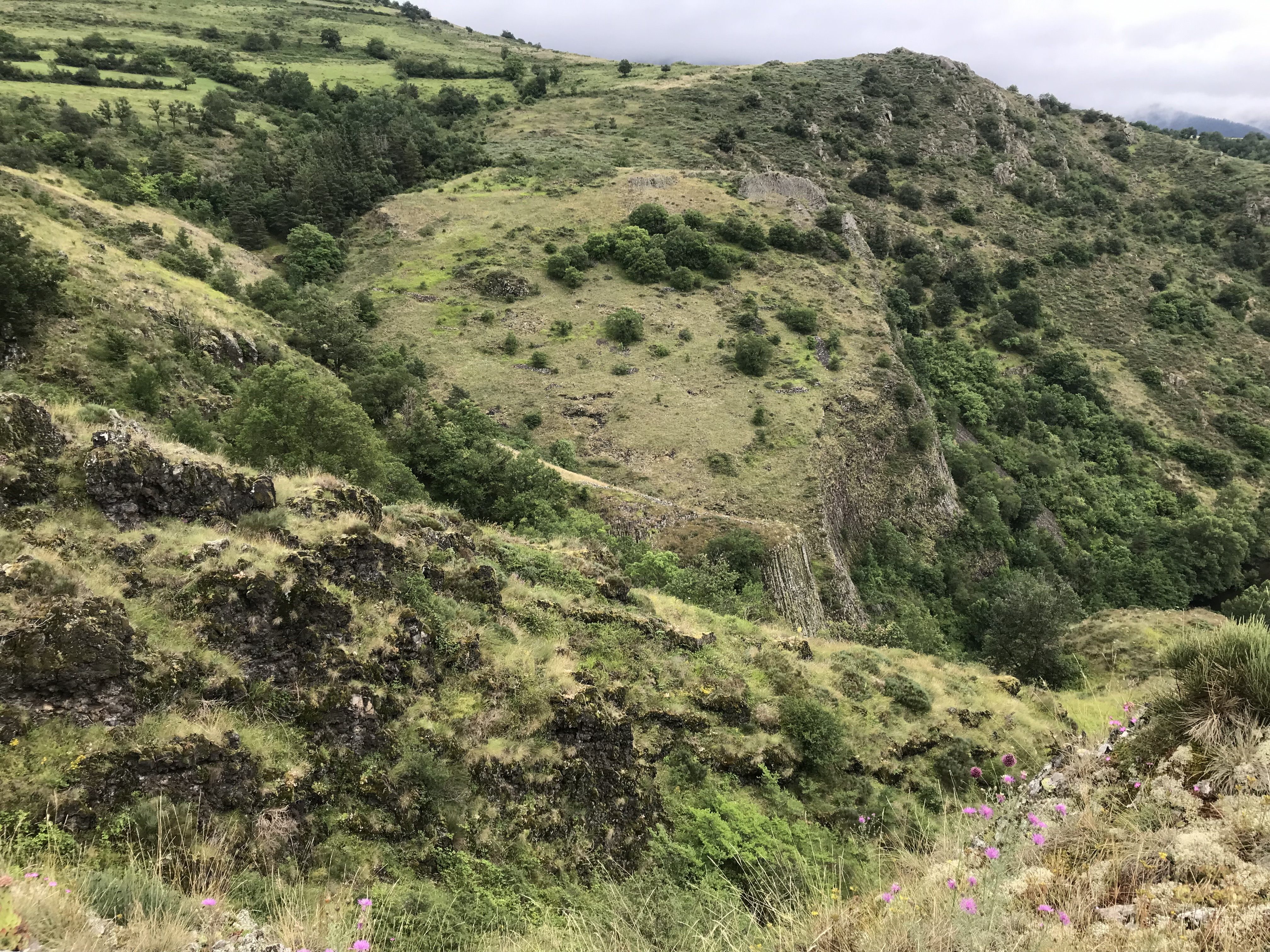
Autour de Prades en Haute-Loire.

Prades se situe à 560 mètres d'altitude. La ville longe une partie de la rivière de l'Allier.

### Localisation
La commune de Prades se trouve dans le département de la Haute-Loire, en région Auvergne-Rhône-Alpes.
Elle se situe à 32 km par la route du Puy-en-Velay, préfecture du département, à 42 km de Brioude, sous-préfecture, et à 14 km de Langeac, bureau centralisateur du canton de Gorges de l'Allier-Gévaudan dont dépend la commune depuis 2015 pour les élections départementales.
|          | Saint-Julien-des-Chazes |                    |
| Charraix | Prades                  | Saint-Bérain       |
| Cubelles |                         | Monistrol-d'Allier |

### Climat
Pour des articles plus généraux, voir Climat d'Auvergne-Rhône-Alpes et Climat de la Haute-Loire.
En 2010, le climat de la commune est de type climat des marges montargnardes, selon une étude du Centre national de la recherche scientifique s'appuyant sur une série de données couvrant la période 1971-2000. En 2020, Météo-France publie une typologie des climats de la France métropolitaine dans laquelle la commune est exposée à un climat de montagne ou de marges de montagne et est dans la région climatique Sud-est du Massif Central, caractérisée par une pluviométrie annuelle de 1 000 à 1 500 mm, minimale en été, maximale en automne.
Pour la période 1971-2000, la température annuelle moyenne est de 9,5 °C, avec une amplitude thermique annuelle de 15,4 °C. Le cumul annuel moyen de précipitations est de 764 mm, avec 8,7 jours de précipitations en janvier et 6,4 jours en juillet. Pour la période 1991-2020, la température moyenne annuelle observée sur la station météorologique de Météo-France la plus proche, « Saugues-Sa », sur la commune de Saugues à 8 km à vol d'oiseau, est de 8,1 °C et le cumul annuel moyen de précipitations est de 785,1 mm,. Pour l'avenir, les paramètres climatiques de la commune estimés pour 2050 selon différents scénarios d'émission de gaz à effet de serre sont consultables sur un site dédié publié par Météo-France en novembre 2022.

## Urbanisme

### Typologie
Au 1er janvier 2024, Prades est catégorisée commune rurale à habitat dispersé, selon la nouvelle grille communale de densité à sept niveaux définie par l'Insee en 2022.
Elle est située hors unité urbaine et hors attraction des villes,.

### Occupation des sols
L'occupation des sols de la commune, telle qu'elle ressort de la base de données européenne d’occupation biophysique des sols Corine Land Cover (CLC), est marquée par l'importance des forêts et milieux semi-naturels (86,3 % en 2018), en augmentation par rapport à 1990 (84,7 %). La répartition détaillée en 2018 est la suivante : 
forêts (63,5 %), milieux à végétation arbustive et/ou herbacée (22,9 %), zones urbanisées (5,9 %), prairies (5,1 %), zones agricoles hétérogènes (2,6 %). L'évolution de l’occupation des sols de la commune et de ses infrastructures peut être observée sur les différentes représentations cartographiques du territoire : la carte de Cassini (XVIIIe siècle), la carte d'état-major (1820-1866) et les cartes ou photos aériennes de l'IGN pour la période actuelle (1950 à aujourd'hui).

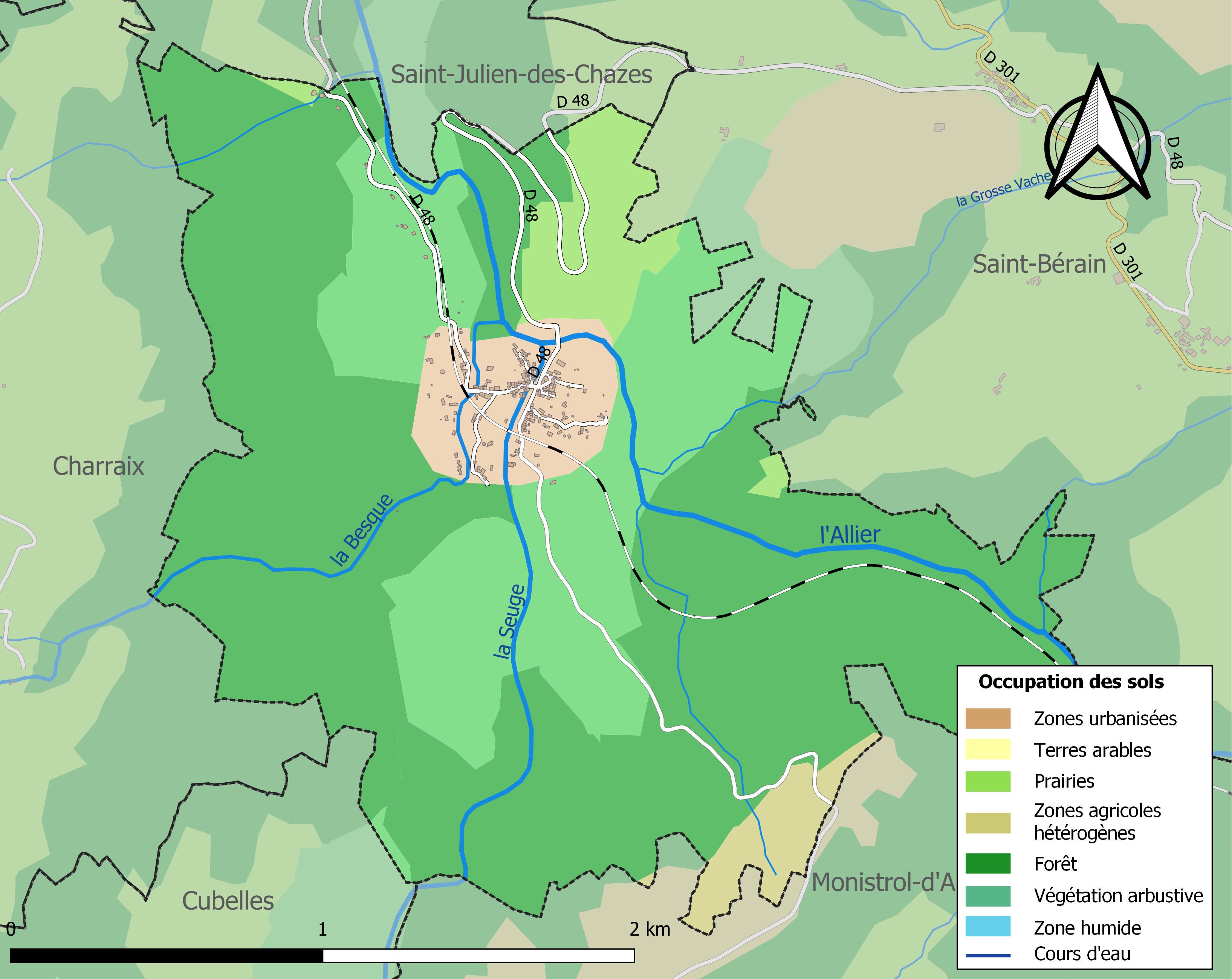
Carte des infrastructures et de l'occupation des sols de la commune en 2018 (CLC).

### Habitat et logement
En 2018, le nombre total de logements dans la commune était de 132, alors qu'il était de 140 en 2013 et de 136 en 2008.
Parmi ces logements, 29 % étaient des résidences principales, 67,2 % des résidences secondaires et 3,8 % des logements vacants. Ces logements étaient pour 97 % d'entre eux des maisons individuelles et pour 0 % des appartements.
Le tableau ci-dessous présente la typologie des logements à Prades en 2018 en comparaison avec celle de la Haute-Loire et de la France entière. Une caractéristique marquante du parc de logements est ainsi une proportion de résidences secondaires et logements occasionnels (67,2 %) supérieure à celle du département (16,1 %) et à celle de la France entière (9,7 %). Concernant le statut d'occupation de ces logements, 97,4 % des habitants de la commune sont propriétaires de leur logement (91,9 % en 2013), contre 70 % pour la Haute-Loire et 57,5 pour la France entière.
| Typologie                                               | Prades | Haute-Loire | France entière |
| ------------------------------------------------------- | ------ | ----------- | -------------- |
| Résidences principales (en %)                           | 29     | 71,5        | 82,1           |
| Résidences secondaires et logements occasionnels (en %) | 67,2   | 16,1        | 9,7            |
| Logements vacants (en %)                                | 3,8    | 12,4        | 8,2            |

## Histoire
Prades est un village dont les origines remontent au milieu du Ve siècle. Quelques vestiges encore plus anciens sont des grottes préhistoriques. Un sarcophage de l'ère mérovingienne avec épaulement et coussinet se situait sur une petite colline dominant le village actuel.
Connu dès le Xe siècle pour ses sources de la vallée de la Besque et du Quayre, ruisseau descendant du Gévaudan.
Prades est un village frontière entre les Gabales et les Vellaves tribus gauloises alliées des Arvernes. Cette plaine proche de l'Allier a toujours été le verger frontalier du Gévaudan et du Velay, alors certains pensent y voir le passage de la route gauloise appelée la "Boléne".
Il existe une pile au milieu de l'Allier, rivière traversant le village, d'un pont dit « romain » qui fut détruit au XVe siècle lors de grandes inondations.

## Politique et administration

### Découpage territorial
La commune de Prades est membre de la communauté de communes des Rives du Haut Allier, un établissement public de coopération intercommunale (EPCI) à fiscalité propre créé le 27 décembre 2016 dont le siège est à Langeac. Ce dernier est par ailleurs membre d'autres groupements intercommunaux.
Sur le plan administratif, elle est rattachée à l'arrondissement de Brioude, au département de la Haute-Loire, en tant que circonscription administrative de l'État, et à la région Auvergne-Rhône-Alpes.
Sur le plan électoral, elle dépend du canton de Gorges de l'Allier-Gévaudan pour l'élection des conseillers départementaux, depuis le redécoupage cantonal de 2014 entré en vigueur en 2015, et de la deuxième circonscription de la Haute-Loire   pour les élections législatives, depuis le redécoupage électoral de 1986.

### Liste des maires
| Période                                  | Période                    | Identité       | Étiquette | Qualité |
| ---------------------------------------- | -------------------------- | -------------- | --------- | ------- |
| Les données manquantes sont à compléter. |                            |                |           |         |
| avant 1995                               | ?                          | Michel Boireau |           |         |
| mars 2001                                | 2014                       | Aline Michel   |           |         |
| 2014                                     | En cours (au 28 août 2014) | André Dorier   |           |         |

Le premier maire de Prades connu est Guillaume Cour en 1801 

en 1810  Jean Baptiste Jammes

en 1822 François Marie Michel

en 1825 François Favier

en 1827 Jacques Cour

en 1830 Pierre Augustin Cour

en 1831 Jean Pierre Prades

en 1843 Guillaume Cour

en 1873 Pierre Prades

en 1889 Jean Tourette

en 1896 Pierre Prades

## Population et société

### Démographie

#### Évolution démographique
L'évolution du nombre d'habitants est connue à travers les recensements de la population effectués dans la commune depuis 1793. Pour les communes de moins de 10 000 habitants, une enquête de recensement portant sur toute la population est réalisée tous les cinq ans, les populations de référence des années intermédiaires étant quant à elles estimées par interpolation ou extrapolation. Pour la commune, le premier recensement exhaustif entrant dans le cadre du nouveau dispositif a été réalisé en 2007.

En 2022, la commune comptait 72 habitants, en évolution de +10,77 % par rapport à 2016 (Haute-Loire : +0,36 %, France hors Mayotte : +2,11 %).
| 1793 | 1800 | 1806 | 1821 | 1831 | 1836 | 1841 | 1846 | 1851 |
| ---- | ---- | ---- | ---- | ---- | ---- | ---- | ---- | ---- |
| 292  | 268  | 407  | 345  | 358  | 379  | 383  | 408  | 404  |

| 1856 | 1861 | 1866 | 1872 | 1876 | 1881 | 1886 | 1891 | 1896 |
| ---- | ---- | ---- | ---- | ---- | ---- | ---- | ---- | ---- |
| 428  | 446  | 446  | 419  | 421  | 410  | 416  | 397  | 387  |

| 1901 | 1906 | 1911 | 1921 | 1926 | 1931 | 1936 | 1946 | 1954 |
| ---- | ---- | ---- | ---- | ---- | ---- | ---- | ---- | ---- |
| 361  | 378  | 369  | 293  | 252  | 250  | 225  | 202  | 162  |

| 1962 | 1968 | 1975 | 1982 | 1990 | 1999 | 2006 | 2007 | 2012 |
| ---- | ---- | ---- | ---- | ---- | ---- | ---- | ---- | ---- |
| 131  | 116  | 84   | 113  | 57   | 62   | 60   | 60   | 66   |

| 2017 | 2022 | - | - | - | - | - | - | - |
| ---- | ---- | - | - | - | - | - | - | - |
| 64   | 72   | - | - | - | - | - | - | - |

#### Pyramide des âges
La population de la commune est relativement âgée.
En 2018, le taux de personnes d'un âge inférieur à 30 ans s'élève à 6,2 %, soit en dessous de la moyenne départementale (31 %). À l'inverse, le taux de personnes d'âge supérieur à 60 ans est de 75 % la même année, alors qu'il est de 31,1 % au niveau départemental.
En 2018, la commune comptait 38 hommes pour 25 femmes, soit un taux de 60,32 % d'hommes, largement supérieur au taux départemental (49,13 %).
Les pyramides des âges de la commune et du département s'établissent comme suit.
| Hommes | Classe d’âge | Femmes |
| ------ | ------------ | ------ |
| 0,0    | 90 ou +      | 0,0    |
| 15,4   | 75-89 ans    | 8,0    |
| 53,8   | 60-74 ans    | 76,0   |
| 17,9   | 45-59 ans    | 4,0    |
| 5,1    | 30-44 ans    | 8,0    |
| 2,6    | 15-29 ans    | 4,0    |
| 5,1    | 0-14 ans     | 0,0    |

| Hommes | Classe d’âge | Femmes |
| ------ | ------------ | ------ |
| 0,9    | 90 ou +      | 2,5    |
| 8,4    | 75-89 ans    | 11,7   |
| 20,4   | 60-74 ans    | 20,5   |
| 21,3   | 45-59 ans    | 20,3   |
| 16,8   | 30-44 ans    | 16,3   |
| 15,2   | 15-29 ans    | 13,2   |
| 17     | 0-14 ans     | 15,6   |

## Économie

### Emploi
| Division       | 2008  | 2013   | 2018  |
| -------------- | ----- | ------ | ----- |
| Commune        | 5,1 % | 12,8 % | 7,7 % |
| Département    | 6,3 % | 7,7 %  | 7,7 % |
| France entière | 8,3 % | 10 %   | 10 %  |

En 2018, la population âgée de 15 à 64 ans s'élève à 26 personnes, parmi lesquelles on compte 53,8 % d'actifs (46,2 % ayant un emploi et 7,7 % de chômeurs) et 46,2 % d'inactifs,. En  2018, le taux de chômage communal (au sens du recensement) des 15-64 ans est supérieur à celui du département, mais inférieur à celui de la France, alors qu'il était inférieur à celui du département et de la France en 2008.
La commune est hors attraction des villes,. Elle compte 6 emplois en 2018, contre 9 en 2013 et 8 en 2008. Le nombre d'actifs ayant un emploi résidant dans la commune est de 12, soit un indicateur de concentration d'emploi de 50 % et un taux d'activité parmi les 15 ans ou plus de 22,6 %.
Sur ces 12 actifs de 15 ans ou plus ayant un emploi, 4 travaillent dans la commune, soit 33 % des habitants. Pour se rendre au travail, 66,7 % des habitants utilisent un véhicule personnel ou de fonction à quatre roues, 25 % s'y rendent en deux-roues, à vélo ou à pied et 8,3 % n'ont pas besoin de transport (travail au domicile).

## Culture locale et patrimoine

### Lieux et monuments
- La roche servière : rocher basaltique de 92 mètres de haut.
- Le sarcophage : vers l'ancienne école des garçons.
- L'église Saint-André du XIIe siècle avec des peintures murales représentant un Christ en majesté et une crucifixion.
- Les restes du château féodal.
- Les sources.
- La pile du pont « romain ».
- Les mines d'arsenic.
- La papeterie.

### Personnalités liées à la commune
- Claude Bruaire (1932-1986), philosophe, métaphysicien, auteur d'une œuvre philosophique inspirée par sa foi chrétienne. Entre autres ouvrages, : L'affirmation de Dieu, l’Être et l'Esprit'. Il enseigna à l'Université de Tours et à la Sorbonne. Originaire de Prades, il en fut aussi maire-adjoint.
- Violette Nozière (1915-1966). Elle séjourna à Prades, berceau de la famille Nozière, au printemps 1933.